# بدجريقة
البُدجَريقَة، أو الطائر الطيّب أو الغَنُّوج أو البجرجار المعروفة لدى العامّة من العرب باسم طائر الحب أو عصفور الحب أو  عاشق ومعشوق، ولدى عامّة الغرب باسم الدُرَّة المنزلية المألوفة ودُرَّة الترس، وأيضًا البادجي، يطلق عليه علميًا اسم Melopsittacus undulatus أي «ببغاء رخيم مُموَّج»، هي إحدى أنواع الدُّرَر (الببغاوات الصغيرة) طويلة الذيل آكلة البذور، وهي المُمثل الوحيد لجنس الببغاوات الرخيمة (باللاتينية: Melopsittacus)، ولا توجد بحالة بريّة إلاّ في الأنحاء الأكثر قحطًا وجفافًا من إستراليا، حيث عاشت متحدية الجفاف والحياة الصعبة طيلة ما يقرب من خمسة ملايين سنة. البريّ من هذه الطيور أخضر وأصفر اللون دائمًا، ويمتلك علامات سوداء صدفيّة الشكل على ظهره، وقفا العنق، والجناحين، غير أن التزويج الانتقائي في الأسر أدّى إلى نشوء أفراد مستأنسة زرقاء، وبيضاء، وصفراء، ورمادية، وأخرى ذات أعراف. البُدجَريقَة من طيور الزينة المُحببة في جميع أنحاء العالم، ويعود ذلك لحجمها الصغير، وسعرها القليل، ومقدرتها على تقليد صوت البشر، وطبيعتها المرحة.
أكثر ما يُعرَف عن هذا الببغاء الصغير أنّه طائر أقفاص مُحبّ للعُزلة، ولكنّه في البريّة مُحبٌ للاجتماع، واسعُ التّنَقّل، كَثيرًا ما يَطُوف في أسراب ضَخمة، حُجومها تختلف باختِلاف مَؤُونة الطَّعام. ففي السنوات التي يكون خِلالها هُطُول الأمطار مُرتفعًا نسبيًا والطَّعام غزيرًا، تغدو البُدجَريقَة إحدى أكثر الببغاوات الإسترالية عَدَدًا. االبُدجَريقَات تَمتاز بِرَشاقتها وسُرعة طيرانها، ونادرًا ما تُلازم أسرابها مَكانًا واحدًا مُدّة طَويلة. تُعشِّش أزواجها في مُستعمرات، وقد يُنتج الزوج عِدّة فَقَسات في الموسم.
البدجريقات طيور شديدة الوثوق باللوريات وببغاوات التين، وعلى الرغم من أنها تُسمّى باللغة الإنكليزية العاميّة، وبالأخص الأمريكية، «بَرَكيتات» (مُفردها: بَرَكِيت)، فإن هذا الاسم يُطلق من الناحية العلمية على عدّة أنواع من الببغاوات صغيرة الحجم ذات الذيول الطويلة والمُفلطحة. إن أصل اسم Budgerigar، المُعرّب إلى «بُدجَريقَة» غير معلوم على وجه اليقين، غير أن النوع سُجّل رسميًا ضمن قائمة الطيور العالمية لأوّل مرة في سنة 1805. تتزواج هذه الببغاوات عندما تكون الظروف البيئية المحيطة بها أو المعيشية، مؤاتية، سواء في الأسر أو في البرية، وهي أحادية الزوج، أي تكتفي بشريك واحد طيلة حياتها. وكما مُعظم الببغاوات، تشتهر البدجريقات بمقدرتها على تقليد الأصوات.
دُجّنت هذه الببغاوات أوّل مرة في أوروبا قُرابة سنة 1840، وبحلول النصف الثاني من القرن التاسع عشر كانت قد أصبحت شائعة الوجود في متاجر الحيوانات الأليفة، وأخذ المُربون يعملون على تفريخها بكثرةٍ لتلبية الطلب المتزايد عليها، ولعلّها قد استحالت اليوم أكثر أنواع الببغاوات الأهليّة انتشارًا في العالم، ومن أكثرها تنوعًا من حيث الشكل والحجم واللون، والأكثر اختلافًا عن أنسبائها البريّة.

## التسمية
الدرّة في اللغة العربية هو اسم علم مؤنث معناه «اللؤلؤة العظيمة»، وهو بضم الدال، والدرّة أيضًا هي الشيء النفيس، فيُقال دُرَّة التاج، أي أبرز وأغلى ما فيه، وقد حملت معنى الببغاء عند العرب قديمًا، ومنها اشتُق اسم الطائر الطيّب الذي يُفيد معنى الطائر النفيس أو الغالي. ولعلّ الاسم أُطلق على هذه الطيور بسبب ما تُظهره أزواجها من ولع ببعضها. من الأسماء الرديفة الأخرى المألوفة في العالم الغربي: دُرَّة الترس، ودُرَّة الأعشاب المُغرّدة، والببغاء الكناريّ، والببغاء العتابي أو ببغاء الزرد، وببغاء الأسقلوب. أما تسمية بُدجَريقَة فهي تعريب الاسم الإنكليزي لهذه الطيور وهو Budgerigar (نقحرة: بدجَريگر) ذي اللفظ المُختلف باختلاف المنطقة. كذلك تُعرف هذه الطيور خطأً باسم طيور الحب أو عصافير الحب، في المجتمعين الشرقي والغربي على حد سواء، ولعلّ سبب ذلك هو نفس السبب الذي جعل تسميتها العربية ما هي عليه، أي الولع الذي يظهر على أزواجها عندما تقوم بتنظيف ريش بعضها.
اقترح بعض اللغويين عدّة أصولٍ مُحتملة للاسم الإنكليزي لهذه الطيور، منها:
- أنه لفظٌ خاطئ أو تحريف للاسم «گيدجرّيگا» الذي عرف به سكان ويلز الجنوبية الجديدة الأصليين هذه الببغاوات،[18][19] ولعلّ ما ساهم بانحراف اللفظ أكثر هو إحدى الكلمات المُتداولة باللهجة الإسترالية، وهي budgery، التي تعني «أمرٌ جيّد»،[20] وهذا الاقتراح هو ما يؤيده قاموس التراث الأمريكي للغة الانكليزية.
- أنه مزجٌ بين كلمتيّ budgery سالفة الذكر والاسم «گار»، الذي يعني «كوكاتو». وهذا ما يدعمه قاموس أكسفورد الإنكليزي.

وُصفت البُدجَريقَات لأوّل مرّة من قِبل عالم النباتات والحيوانات الإنكليزي جورج شو، وذلك سنة 1805، وأعطاها عالم الطيور «جون گولد» اسمها العلمي سنة 1840. يُشتق اسم الجنس Melopsittacus من اللغة اليونانية وهو يعني «الببغاء الرخيم». أما اسم النوع undulatus فهو المُرادف اللاتيني لصفة «متموّج» أو «ذو الأنماط الموجيّة». كما أشار «گولد» إلى أن اسم »بتشيرايگه» كان يستخدمه السكّان الأصليين لسهول ليفربول في ويلز الجنوبية الجديدة.

## الخواص الأحيائية

### تاريخ النشوء
كان يُعتقد أن البُدجَريقَة تُشكّل حلقة الوصل بين جنسيّ ببغاوات الأعشاب (Neophema) والببغاوات الأرضية (Pezoporus)، استنادًا إلى أن كل منها يمتلك ريشًا مقلمًا. غير أن الدراسات الوراثية العرقية الحديثة والتجارب على جدليات الحمض النووي، أظهرت أن البُدجَريقَة أقرب إلى اللوريّات وببغاوات التين في واقع الأمر، أكثر من الجنسين سالفا الذكر.

### التركيبة الجسدية والفيزيولوجية

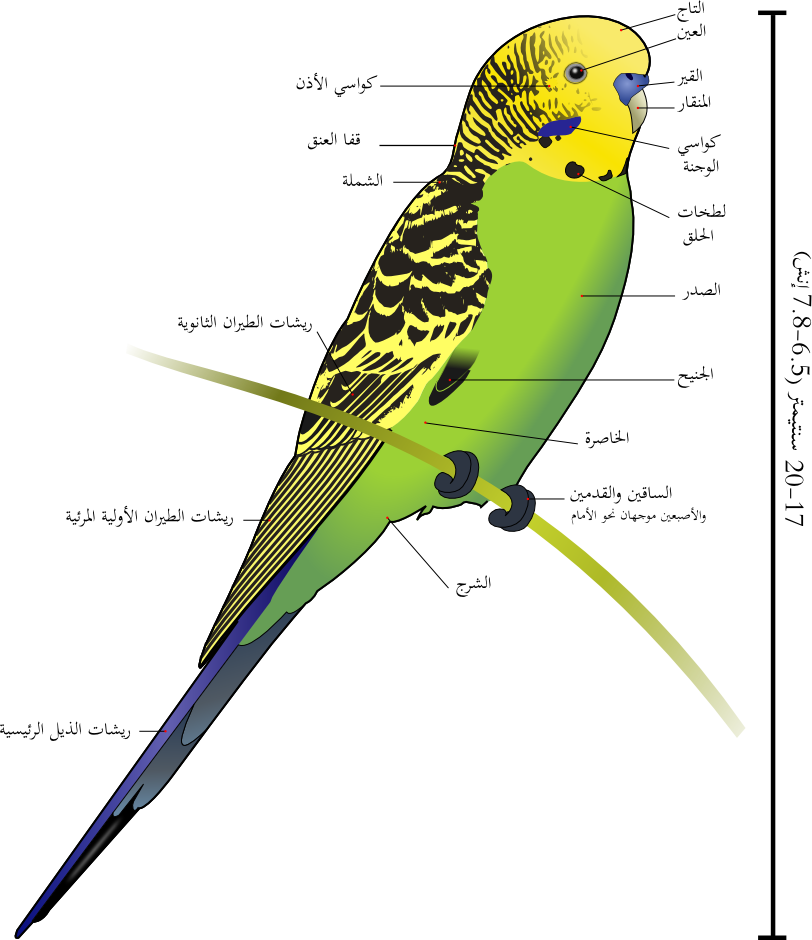
الملامح الظاهرة لذكر البُدجَريقَة.

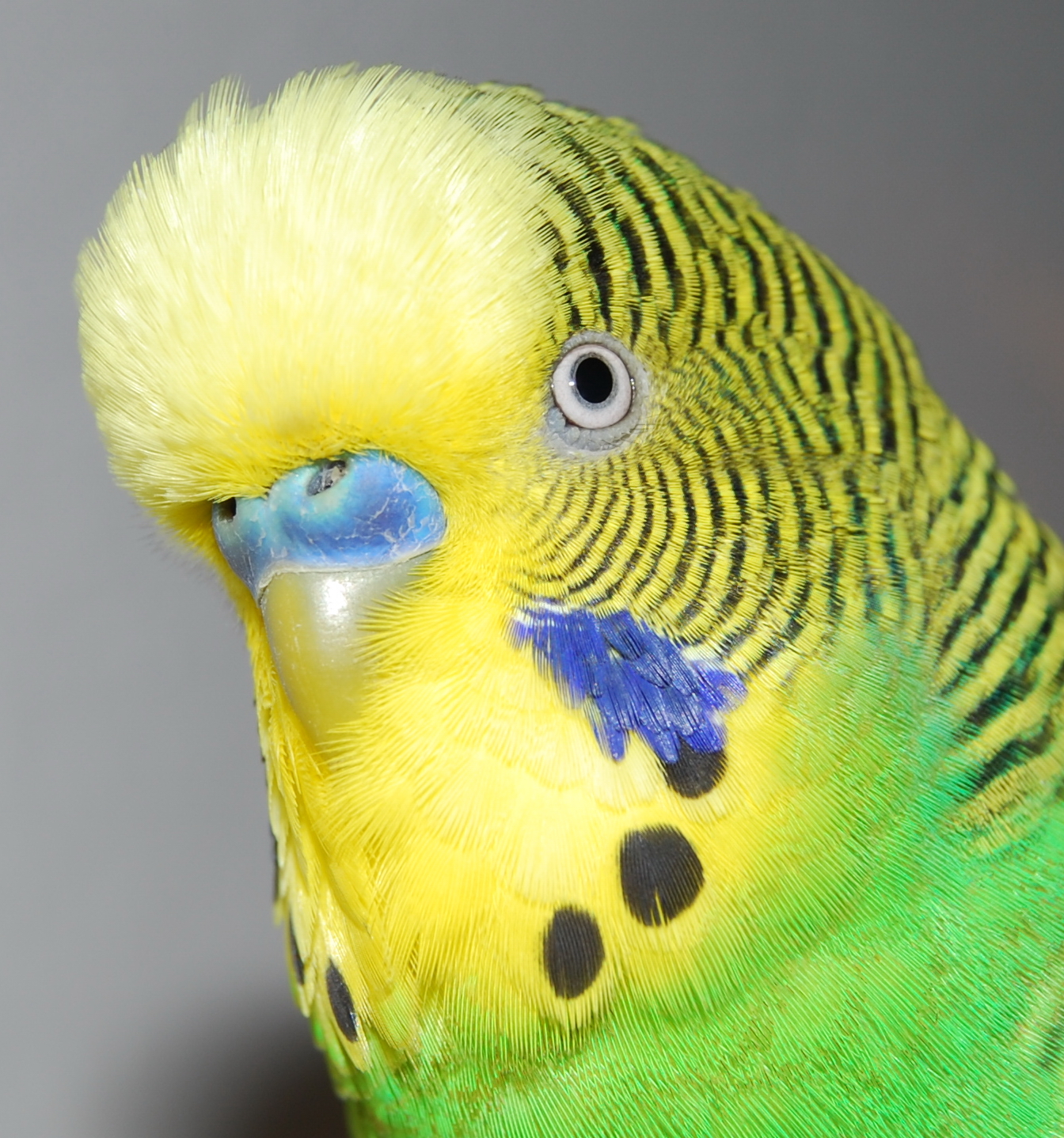
لقطة مُقرّبة لرأس بُدجَريقَة ذكر، لاحظ قيره ذي اللون الأزرق الملكي الذي يُميزه عن الإناث.

يصل مُعدّل طول البُدجَريقَة البريّة إلى 18 سنتيمتر (7 إنشات)، وتتراوح زنة إناثها بين 24 و40 غرامًا، وذكورها بين 22 و32 غرامًا، وريشها أخضرٌ باهت على البطن والكفل، أمّا شملتها، أي كواسي الظهر والجناحين، فذات علامات سوداء داكنة عند البوالغ، وباهتة عند الفراح والأحداث منها، تنتهي بتموجات صفراء واضحة للعيان. الجبهة والوجه أصفران عند الطيور البالغة، أما عند اليافعة فتظهر علامات سوداء تمتد حتى القير، وتبقى ظاهرة إلى أن يُريّش الطائر ما بين شهره الثالث والرابع فيكتسي بريش البوالغ. أيضًا تظهر عند هذه الطيور لطخات بنفسجية على وجنتها تُعرف باسم «كواسي الوجنة»، وعلى كل جانب من حلقها تظهر ثلاثة بقع سوداء يُطلق عليها «رُقط أو بُقع الحلق»، وأبعد هذه البقع خارجيًا يقع عند قاعدة كل كاسية من كواسي الوجنة. الذيل فضيّ البياض، وريشات الذيل الخارجية تظهر عليها ومضات صفراء مركزية. أما ريشات الطيران فسوداء ضاربة إلى الخضرة، وكواسيها سوداء ذات هوامش وومضات مركزية صفراء، وهي لا تظهر للعيان إلاّ أثناء التحليق عندما يبسط الطائر جناحيه. المنقار زيتوني ضارب إلى الرمادي، والقوائم رمادية ضاربة إلى الزُرقة، والأصابع نيريّة، أي اثنان يوجهان الأمام واثنان يواجهان الخلف.
يُلاحظ أن البدجريقات البريّة في أستراليا دائمًا ما تكون أصغر حجمًا من أقاربها المستأنسة، التي زوجت انتقائيًا في الأسر لدرجة لم يعهدها أي نوعٍ آخر من الببغاوات، وظهرت منها أفراد بألوان وأطياف أكثر تنوعًا من أي نوعٍ آخر أيضًا، فمنها الأزرق، والرمادي، والرمادي المخضر، والمُبرقش والبنفسجي، والأبيض، والأصفر المُزرق، غير أن غالبية الطيور التي يُعثر عليها في متاجر بيع الحيوانات الأليفة غالبًا ما تكون زرقاء، وخضراء، وصفراء. كما حال مُعظم أنواع الببغاوات الأخرى، فإن ريش البُدجَريقَة يظهر متألقًا تحت الأشعة فوق البنفسجية، ولعلّ هذه الظاهرة مَرَدّها هو التودد إلى الشريك، وانتقائه، فكلّما كان ريشه أكثر تألقًا كلما كان أكثر جاذبيةً.

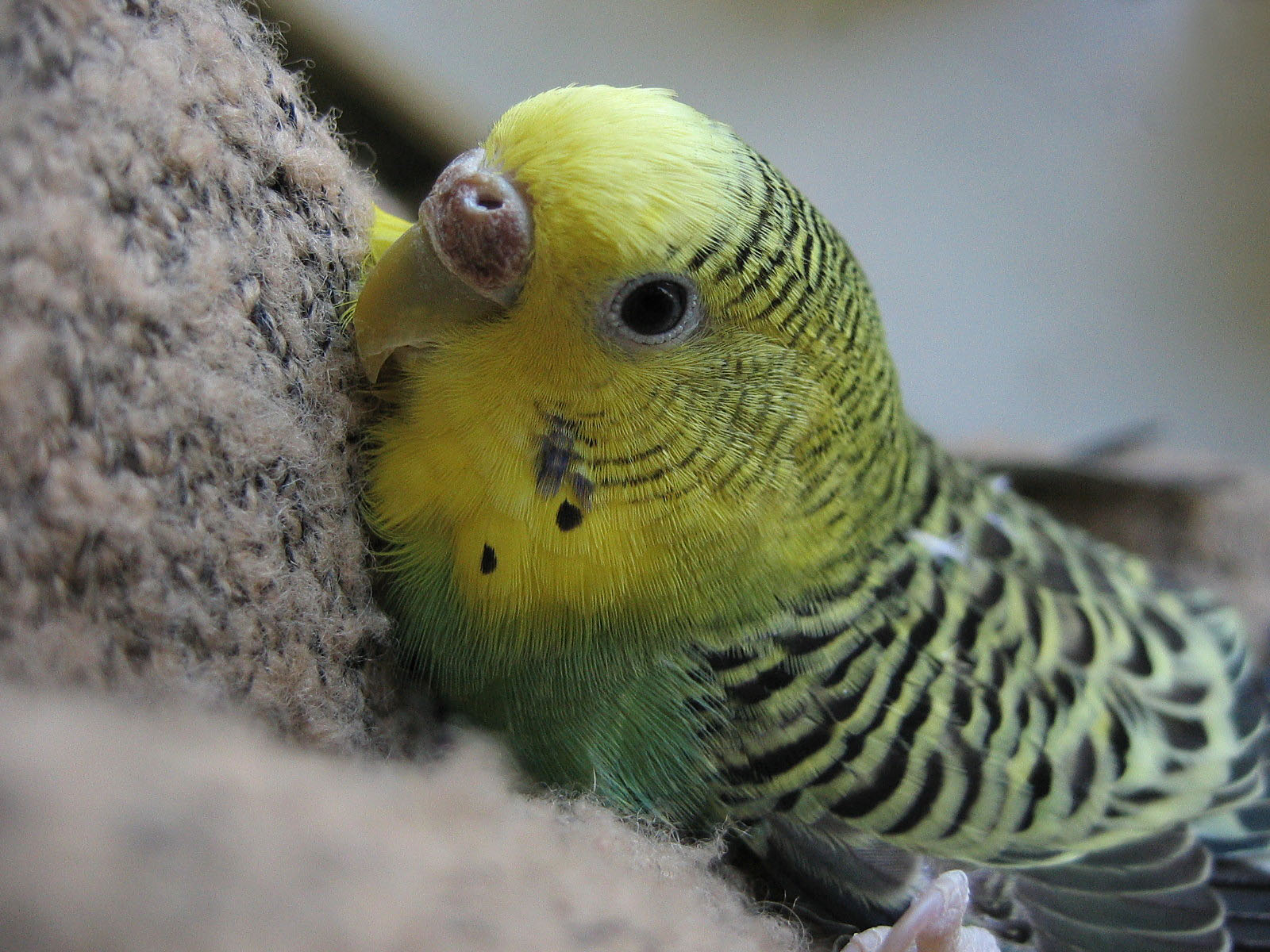
لقطة مُقرّبة لرأس بُدجَريقَة أنثى، لاحظ لون قيرها البني الذي يُميزها عن الذكور.

القسم العلوي من المنقار أطول بكثير من القسم السفلي، لدرجة أنه يغطيه كاملاً عندما يُغلق الطائر فمه. والمنقار لا ينتأ كثيرًا بسبب الريش الكثيف الزغبي المحيط به، مما يُعطيه شكلاً موجهًا نحو الأسفل ومنظرًا وكأنه مُفلطح على الوجه. يلعب القسم العلوي من المنقار دور الغطاء، ويُمكن كلا القسمين الطائر من أن يقتات على طائفة منوعة من الأغذية تشمل الأعشاب، والفواكه، والخضار. ومنقار البُدجَريقَة يُطبق على ما يحمله بإحكام أكثر من مناقير باقي الطيور، مما يحول دون وقوع مواد بناء العش التي يحملها الطائر إلى معقله.
يُشكّل لون القير (القسم المُنتفخ الذي يُشكّل أصل المنقار، حيث يقع المنخران) الأساس الذي يُمكن عبره التمييز بين الجنسين، إذ ليس هناك من تفاوت جنسيّ واضح عند الطيور البريّة من هذا النوع سواه. فعند الذكور يكون لون القير أزرقًا ملكيًا، ويتراوح لونه عند الإناث غير المُفرخة بين البني الباهت إلى الأبيض، أما عند المُفرخة فهو بني، ووردي عند الأفراد اليافعة من كلا الجنسين، لكنه غالبًا ما يتخذ لونًا ورديًا ضاربًا إلى البنفسجي عند الذكور اليافعة. يظهر عند بعض إناث البُدجَريقَة قيرًا بنيًا خلال موسم التفريخ، وبعد انتهائه يرجع إلى لونه الطبيعي. يُمكن تمييز الإناث اليافعة أيضًا عبر البياض الطبشوري الناعم الذي يظهر حول منخريها. تُحافظ الذكور المهقاء، وداكنة العينان، والمبرقشة، على لون قيرها الوردي الضارب للبنفسجي طيلة حياتها، وعلى الدوام. يسهل عادةً تمييز جنس البُدجَريقَة عندما يبلغ الطائر ستة أشهر من العمر، وغالبًا ما يُميّز عبر لون القير، غير أنه يمكن الاستدلال على الجنس أيضًا عبر شكل الرأس وسلوك الطائر، فالإناث المُفرخة يكون قفا رأسها مفلطح بعض الشيء، وهي أكثر هيمنة من الذكور وأكثر حبًا للاجتماع.

### البصر
تتمتع البدجريقات، كالكثير من أنواع الطيور الأخرى، ببصر لونيّ رُباعي، غير أن الخلايا المخروطية العاملة معًا تحتاج إلى أن تتعرض للطيف الشمسي كاملاً حتى تعمل كما ينبغي ويتمكن الطائر من الرؤية بالألوان. من المعروف أن الأشعة فوق البنفسجية تجعل ريش البُدجَريقَة متألقًا، ولعلّ سبب ذلك هو استقطاب الشريك، كما أن هذه الأشعة تنعكس من على البُقع الحلقية ويلجأ إليها الطائر لتمييز شريكه عن غيره، ويستعملها العلماء للتفرقة بين الأفراد.

### البيئوية
البدجريقات طيور واسعة التنقل، كثيرًا ما تطوف بأسرابٍ ضخمة في الموائل المكشوفة، من شاكلة أراضي الأشجار القمئية والسفناء والأحراج المكشوفة والأراضي العشبية في قلب أستراليا، غير أن حُجُومها تختلف باختلاف مَؤونة الطعام. ففي السنوات التي يكون خلالها هُطول الأمطار مُرتفعًا نسبيًا والطعام غزيرًا، تغدو البُدجَريقَة واحدةً إحدى أكثر الببغاوات الإسترالية عددًا، أما في سنوات الجفاف، تتراجع أعداد الأفراد في السرب الواحد، ويمكن للطيور أن تنتقل إلى الأحراج أو المناطق الساحلية لتأمين قوتها. يُمكن العثور على هذه الطيور أيضًا في بعض الموائل الاصطناعية المكشوفة مثل ملاعب الگولف، لكن عيشها فيها مُرتبط بوجود مصدرٍ دائمٍ للمياه. وقد لوحظ أن غزارة الأسراب ترتبط أيضًا بمدى شحوح أو كثافة مصادر الماء حتى في الموائل الطبيعية، فهي في مراعي الأغنام والأبقار ذات البرك الاصطناعية أغزر عددًا من خارجها. تنام البُدجَريقَات في جماعات، وعندما تشعر بالخطر فإنَّها تترك معاً الشجرة التي ترقد عليها وتبحث عن شجرةٍ أخرى، وتتسم معظم أنشطتها اليومية بالجماعية.

#### الغذاء

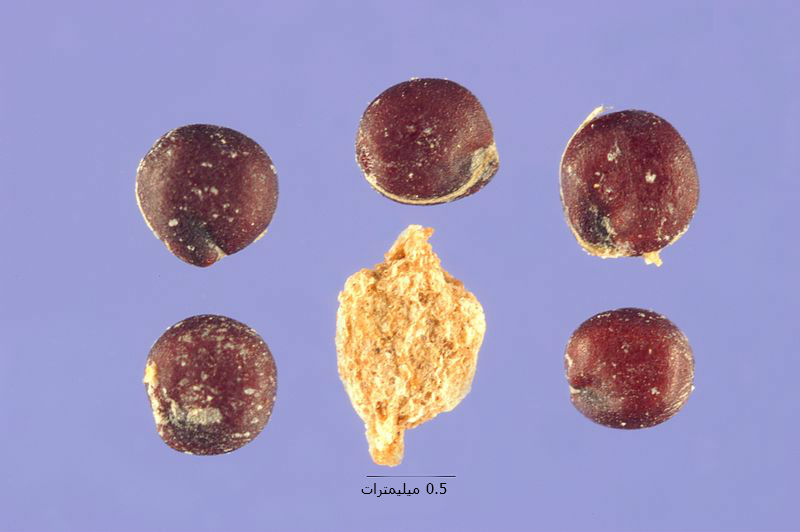
عينات من بعض أنواع البذور التي تبيّن أن البدجريقات تستسيغها.

تتغذى البُدجَريقَات بصُورةٍ غالبة في باكُورة الصباح وفي وقتٍ مُتأخرٍ من بعد الظهر فتتحاشى بهذا قيظ النهار. وهي تشرب المياه بشكل جماعي، حيث تتجمَّع حول مصادر المياه بين الصباح والظهيرة، وكذلك في المساء، إلا أنَّ هذه الأوقات قد تتغير بحسب درجة حرارة المنطقة. وفي فترات الجفاف قد تسافر لمئات الكيلومترات بحثاً عن مصادر المياه، ويمكن أن يموت المئات منها خلال البحث عن الماء، وتصل سرعة طيرانها أثناء هذه الرحلات إلى 113 كيلومتراً في الساعة (حوالي 70 ميلاً). تُمضي هذه الببغاوات كثيرًا من وقتها في جمع البزور من نَبت الأرض كلأً كان أم عُشبًا ضارًا. أظهرت الدراسات أن ما بين 21 و39 نوعًا من بزور النباتات الأرضية تُشكّل غذاءً للبُدجَريقَة، ولم يظهر أي نوع من بزور النباتات اللاأرضيّة. وقد ترواح طول البزور المُنتقاة بين 0.5 و2.5 ميليمترات وزنتها بين 0.36 و1.33 ميليغرام، وكان أغلب تلك البزور ناضجًا، وابتلعته الطيور كاملاً، وبهذا الاكتشاف فقد ضُحدت النظرية القائلة بأن البدجريقات تُطعم فراخها البزور اليانعة، إذ لم تكشف الدراسة انتقائها لها على الإطلاق. ومنقار البُدجَريقَة مُتأقلمٌ لانتقاء البزور، وهذا ما يُميزها عن باقي البدجريقات. من النباتات التي تقتات هذه الببغاوات على بزورها: السبينفكس، والحشائش، والقمح في أحيانٍ قليلة.

### التناسل ودورة الحياة

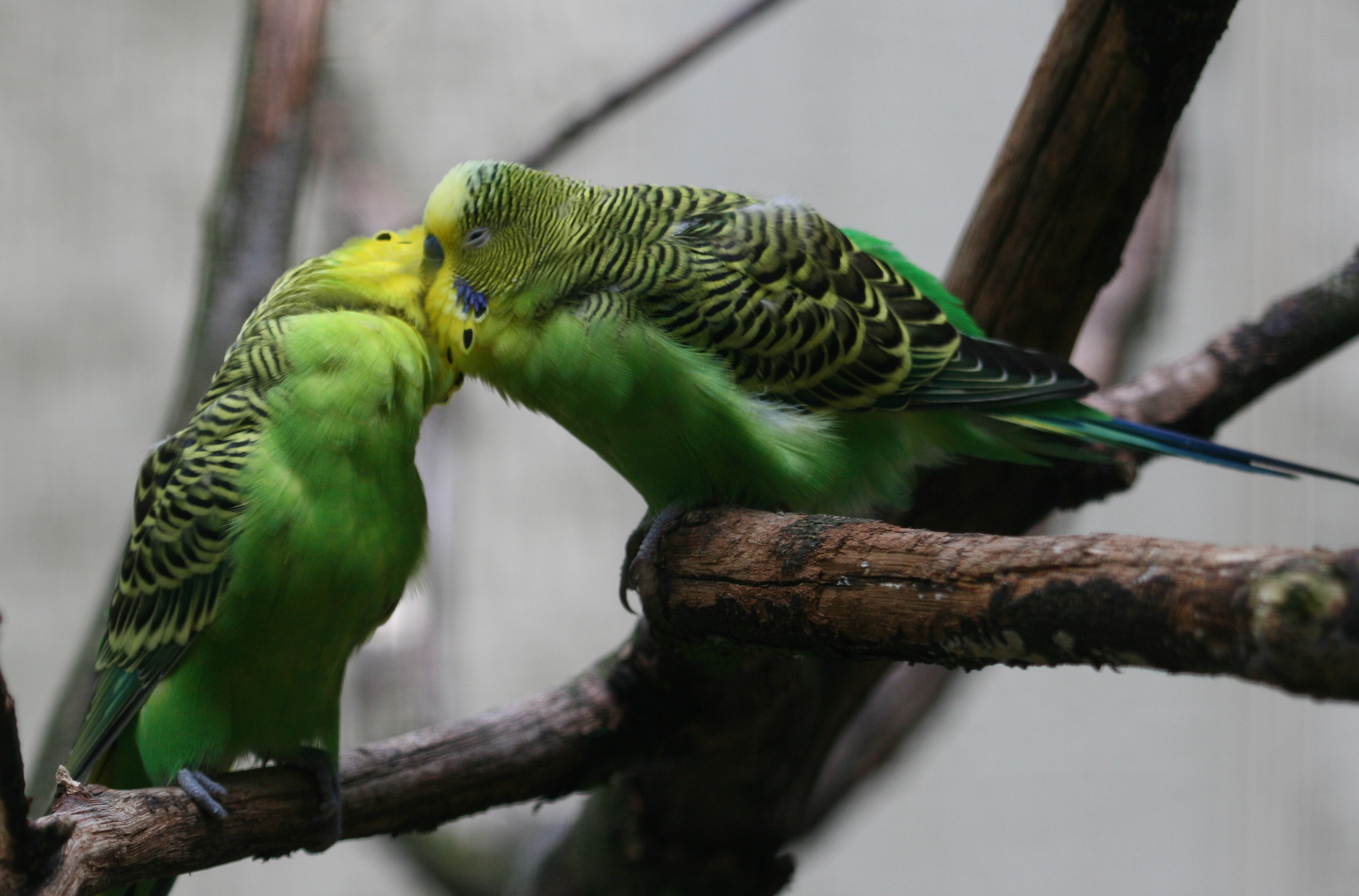
زوج من البُدجَريقَة يتوددان إلى بعضهما البعض.

تُفرخ البُدجَريقَات البريّة خلال الفترة الممتدة بين شهريّ يونيو وسبتمبر في شمال أستراليا، وبين أغسطس ويناير في جنوبها، لكنها تبقى مُفرخة انتهازية، فتتناسل في أي وقتٍ من أوقات السنة مَتى كان الطعام وفيرًا، ويَحصُل التفريخ بَعد الأمطار عادَةً، عندما تكون بزورُ الأعشاب غزيرة. يتودد الزوجان إلى بعضهما البعض خلال موسم التفريخ، فيقوم كلاً منهما بتنظيف الآخر وإطعامه، فيأكل أحدهما البزور أولاً ثم يتقيأها لشريكه. أشارت الدراسات إلى أنه ليس هناك ما يُثبت حتى الحين تفاعل الغدد التناسلية لذكور البُدجَريقَة مع التغيرات الموسمية التي ينجم عنها تغيّر مدّة إضاءة أشعة الشمس، ويسري هذا الأمر حتى على الطيور الأسيرة التي تعيش بعيدًا عن موطنها الاستوائي الأصلي حيث فترة الإنارة مستقرّة تقريبًا، فقد تبيّن أن البدجريقات التي تعيش في البلاد ذات ساعات النهار القصيرة نسبيًا (17:7 ساعات)، لا تتأثر غددها التناسلية بقِصر أو طول النهار، مما يفيد أنها لا تتقيد بموسم تناسلٍ مُحدد. أما بالنسبة للذكور التي أُجريت عليها دراسات في المختبرات، فقد أظهرت غددها التناسلية نشاطًا واضحًا.

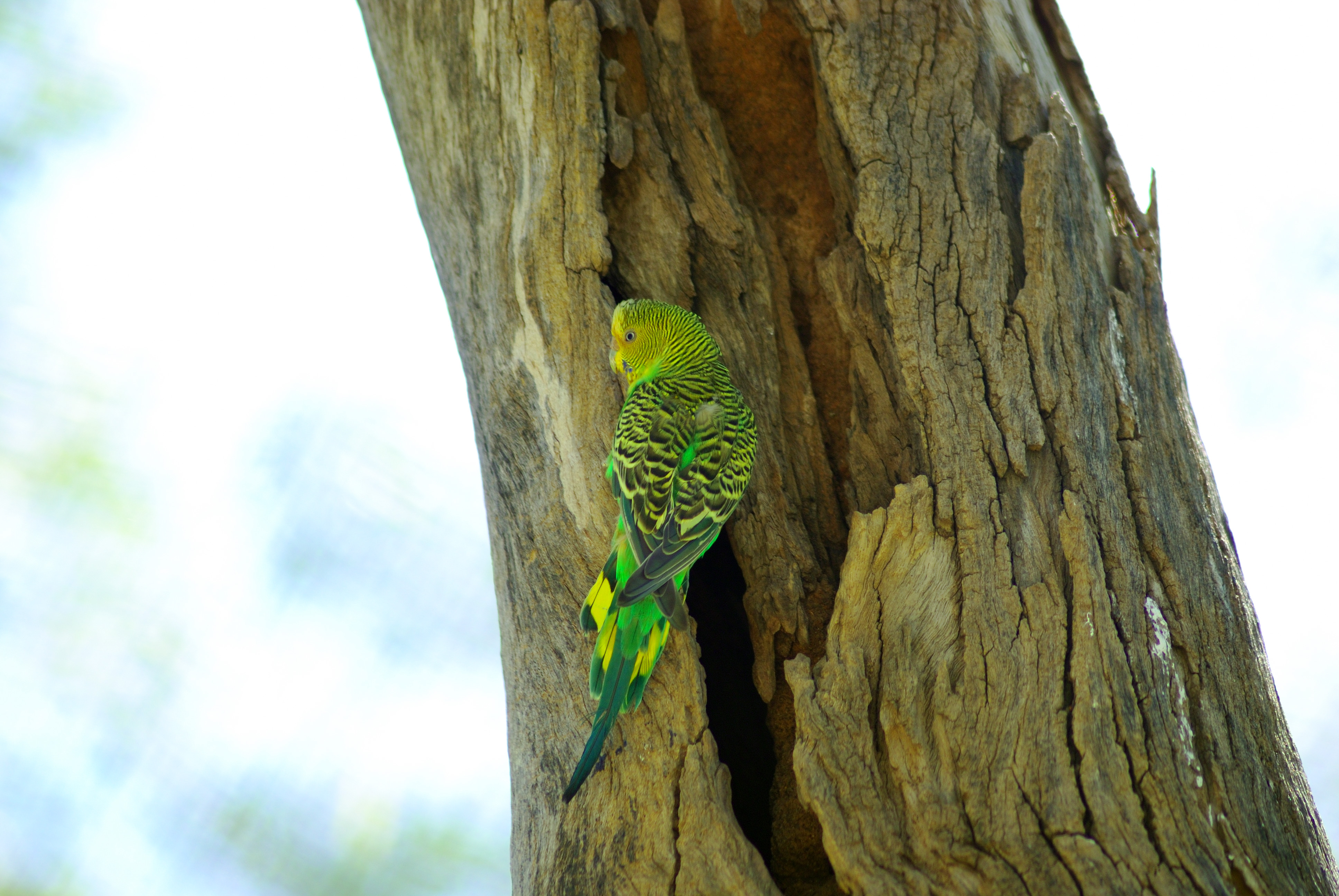
بُدجَريقَةٌ أُنثى على مدخل عشّها في منتزه ينابيع أليس الصحراوي في الإقليم الشمالي بإستراليا.

تُظهر الأنثى استعدادها للجماع عبر خضوعها للذكر، فتُهبط جسدها حتى يكاد يُلامس مجثمها، وتجعله يتخذ شكلاً شبيهًا بشكل القارب، ثم تبرح المجثم ذهابًا وأيابًا وقد رفعت رأسها إلى الخلف، وخفضت جناحيها وبسطتهما، ورفعت ذيلها. بعد ذلك يمتطي الذكر ظهر الأنثى ويحصل الجماع. تُعشش الأزواج في مُستعمَرات، مُستَخدمةً أجوافًا صغيرة في الشجر من شاكلة ثُقوب العُقدة في أشجار الكينا. يتراوح عدد البيض في الحضنة الواحدة بين أربعة إلى ستة بيضات، وفي بعض الحالات الاستثنائية وصل إلى ثمانية. يتراوح طول البيوض عادةً بين سنتيمترٍ واحد وسنتيمترين، ولونها أبيض لؤلؤي إن كانت خصبة، إذ يجوز أن تضع الأنثى بيضًا غير مُخصبً في بعض الأحيان. تضع الأنثى بيضها على مدار عدّة أيام، وفي العادة يفصل بين البيضة والأخرى مدّة يومان. يُرخم البيض لفترة تستمر ما بين 18 و21 يومًا، ومن المُلاحظ أن الأنثى لا تغادر العش إلا للتبرّز، أو لتتمدد قليلاً، أو لتقتات بسرعة، فإذا عادت ورخمت على البيض وقع عبء إطعامها على الذكر، الذي يكتفي بإدخال رأسه من ثقب العش فقط، إذ لا تسمح الأنثى لشريكها بالدخول، إلاّ إن أقحم نفسه بالقوّة. قد يتفاوت سن الفراح استنادًا على حجم الحضنة وتاريخ الرخم الأوّل، فيمكن أن يتراوح الفرق بين أعمارها بين 9 إلى 16 يومًا. تدوم عملية الفقس حوالي 20 دقيقة، وتساعد الأنثى صغارها على نقف القشرة. يزن الفرخ حديث الفقس قُرابة غرامين، ويُريّش بعد حوالي 30 أو 35 يوم من الفقس، ليُغادر العش بعدها.

#### البلوغ وأمد الحياة

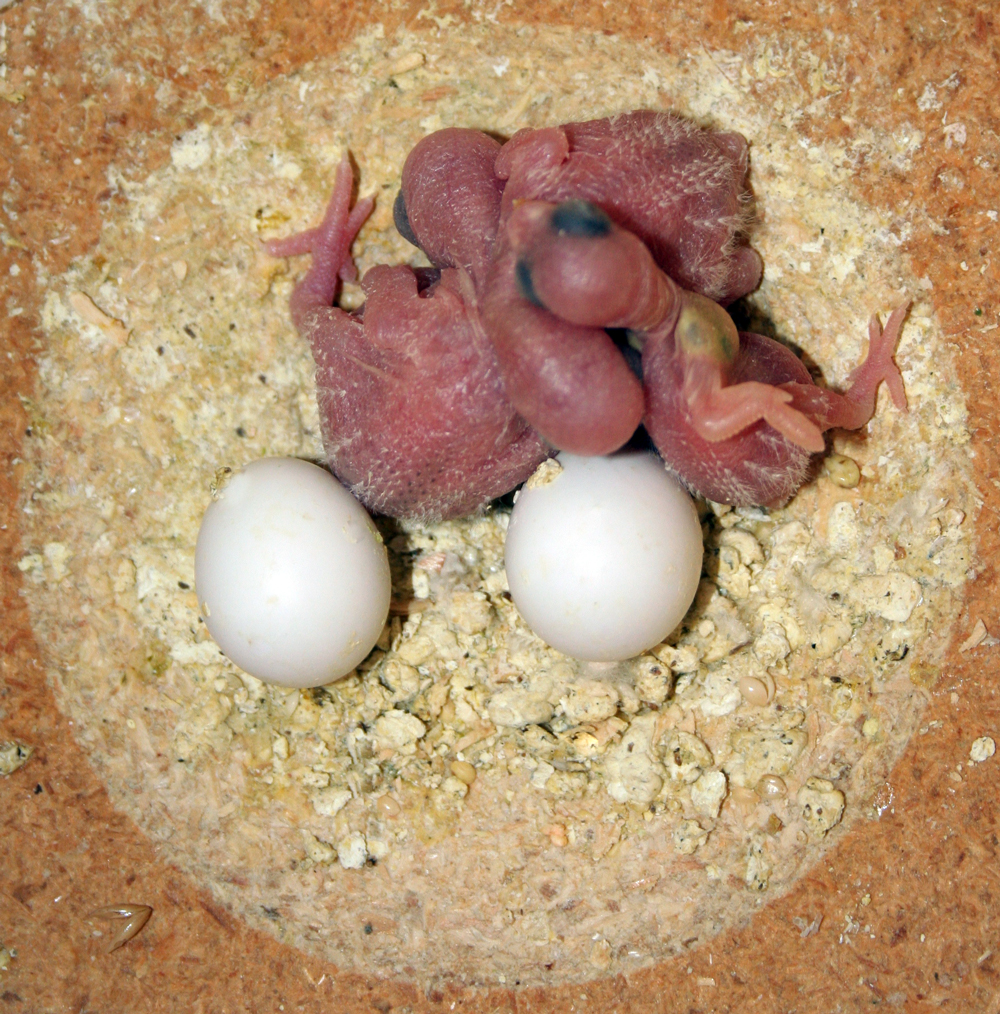
فراخ بُدجَريقَة حديثة الفقس وبيضتان لمّا تَفقسا بَعد.

تصل الذكور مرحلة النضج الجنسي عندما تبلغ من العمر ما بين 3 ½ إلى 4 شهور، وعندما تبلغ 50 يومًا تبدأ بالسعي وراء البدجريقات الأخرى ات، وتحاول الاحتكاك بمن استطاعت منها، وبحلول يومها السبعين تقريبًا تكون قد اختارت شريكها المستقبلي الذي سوف تمضي حياتها معه، فإن بلغت 105 أيام من العمر تكون قد اتخذت لنفسها شريكةً وارتبطت وإياها برابط قويّ.

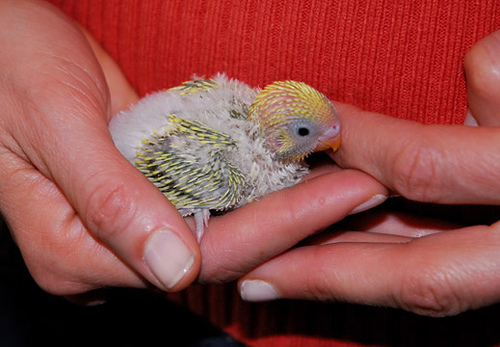
فرخٌ في عمر 3 أسابيع يكتسي بالريش لأوّل مرّة.

تنصّ الكتابات الأوليّة أن أقصى أمدٍ حياتيّ بلغته هذه الطيور في الأسر تراوح بين 15 و17 عامًا، وعلى الرغم من إمكانية بلوغ الطيور المستأنسة هذه المرحلة العُمرية، إلا أن هذه الحالة تبقى نادرة، وفي العادة فإن أقصى حدٍ بلغته الطيور في البريّة ووثقته المراجع، تراوح بين خمسة وعشرة سنوات فقط.
تقع فراخ البُدجَريقَة ضحية طائفة واسعة من الأمراض، وقد تُقتل على يد أنثى أجنبية بحال نازعت والدها على العش. كما أن عددٌ من الفراخ المُستأنسة يُعاني من تباعد سيقانه، أو التواء إحداها خارجًا، الأمر الذي يمنعه من الوقوف بشكلٍ سويّ، ومنافسة أشقائه على الطعام، وإن نجا الفرخ وبقي على هذه الحال حتى بلوغه، فإنها تعيقه وتمنعه من التزواج بشكلٍ صحيح. يرجع سبب هذه الإصابة إلى انزلاق الفرخ على أرضيّة صندوق التفريخ المُلحق بالمَطير أو القفص، ويُمكن تفادي هذه المُشكلة عبر إلحاق الأرضية ببضعة خيوط إسفنجيّة أو أوراق كي تمضغها الأنثى وتكوّن منها ما يُشبه البطّانيّة، وتفرشها على الأرضيّة. أما في البريّة الإسترالية، فإن البدجريقات عرضة لافتراس شريحةٍ واسعةٍ من الجوارح، من شاكِلة البيزان والبواشق والصقور، كما أن الجمهرات الدخيلة في أوروبا وغيرها من الأماكن، تتعرض لافتراس الكواسر البلديّة مثل الصُقيرات الأوراسية (أظهرت إحدى الدراسات في بريطانيا أن البدجريقات الوحشية تُشكّل ما نسبته 9% من إجمالي غذاء الصُقيرات المحليّة)، والشواهين، والبيزان.

## الانتشار

### الموطن الطبيعي

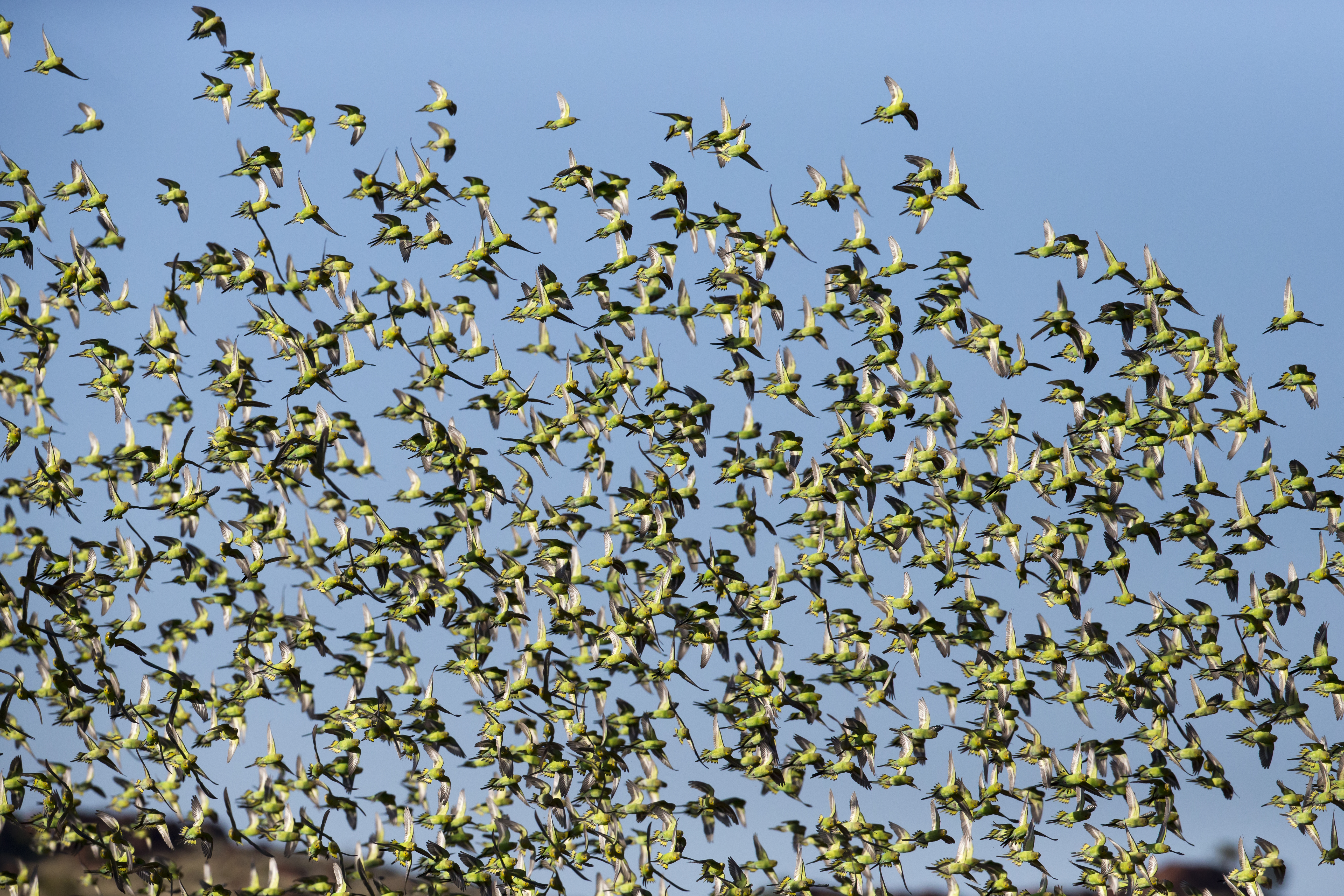
سربٌ هائلٌ من البدجريقات في أستراليا الغربية خلال موسم الجفاف.

البُدجَريقَات إحدى أبرز الحيوانات البلدية التي تتفرّد بها أستراليا، فهي مقصورةٌ في انتشارها الطبيعي على تلك القارّة فقط، حيث تستوطن الأنحاء الأكثر قحطًا وجفافًا منها، وبعض النواحي الأكثر اعتدلاً، ولا يغيب وُجودها إلاّ عن أقصى الجنوب الغربي والغابات المَطيرَة الاستوائية الشمالية في شبه شبه جزيرة رأس يورك خاصةً، وأغلب المناطق الساحلية في أستراليا الشمالية والشرقية. كذلك تُفيد بعض المُشاهدات العينية عن وجود هذه الببغاوات في جزيرة تاسمانيا، غير أنه يُرجّح أن تكون تلك طيورًا أسيرة أُطلق سراحها أو هربت بنفسها.
أغزر أعداد هذه الطيور هي في المناطق حيث يتوفّر الغذاء والمياه طيلة أشهر السنة، وأبرز مثال على ذلك هو شمال شرقيّ أستراليا. أما في باقي أنحاء البلاد، حيث تتحكم كميّة الأمطار بنمط الحياة، وبما تُنتجه الأرض من بزور، تعيشُ البدجريقات حياة مُرتَحلةً، فتُرى وهي تتنقل من الشمال إلى الجنوب بأسراب هائلة صاخبة، أما مِقدار الاتجاه الذي تسلكه وعمّا إذا كانت هذه الرحلة يُمكن اعتبارها هجرةٌ فعليةٌ أم مُجرّد استغلال للظروف الأمثل، فأسئلةٌ لا يزال العُلماء يُحاولون الإجابة عنها. تُشير بعض الأدلّة إلى أن البدجريقات الأكبر سنًا والأكثر خبرةً تسعى وراء الأراضي الأكثر إنباتًا خلال موسم الجفاف، فتنتقل إليها وتلحق بها الأفراد الأصغر سنًا، وإن هذا هو سبب تشكّل الأسراب وتنقلها خلال هذا الموسم. يقول البعض أن هذه لا يُمكن اعتبارها هجرةً بالمفهوم العلمي والأحيائي، فالطيور عندما تُهاجر تُكافأ جهودها بالعثور على مرتعٍ خصب آمن تُفرخ فيه وتقتات من خيراته، أما في إستراليا فلا تُقدّم أغلب الموائل هذا، فالقارّة أكثر القارّات جفافًا، وإن هاجرت الطيور لن تحصل على ما يُعوضها عن ما فقدته من طاقة ومجهود ولن تتمكن من تعويض مخزونها من الشحم، لذا فإن البُدجَريقَة وغيرها من الطيور الإسترالية تكتفي بالانتقال القصير من منطقة إلى أخرى. يُمكن للبُدجَريقَة أن تُحلّق طيلة ثلاث ساعات متواصلة، تُغطي خلالها حوالي 100 كيلومتر.

### الجمهرات الدخيلة

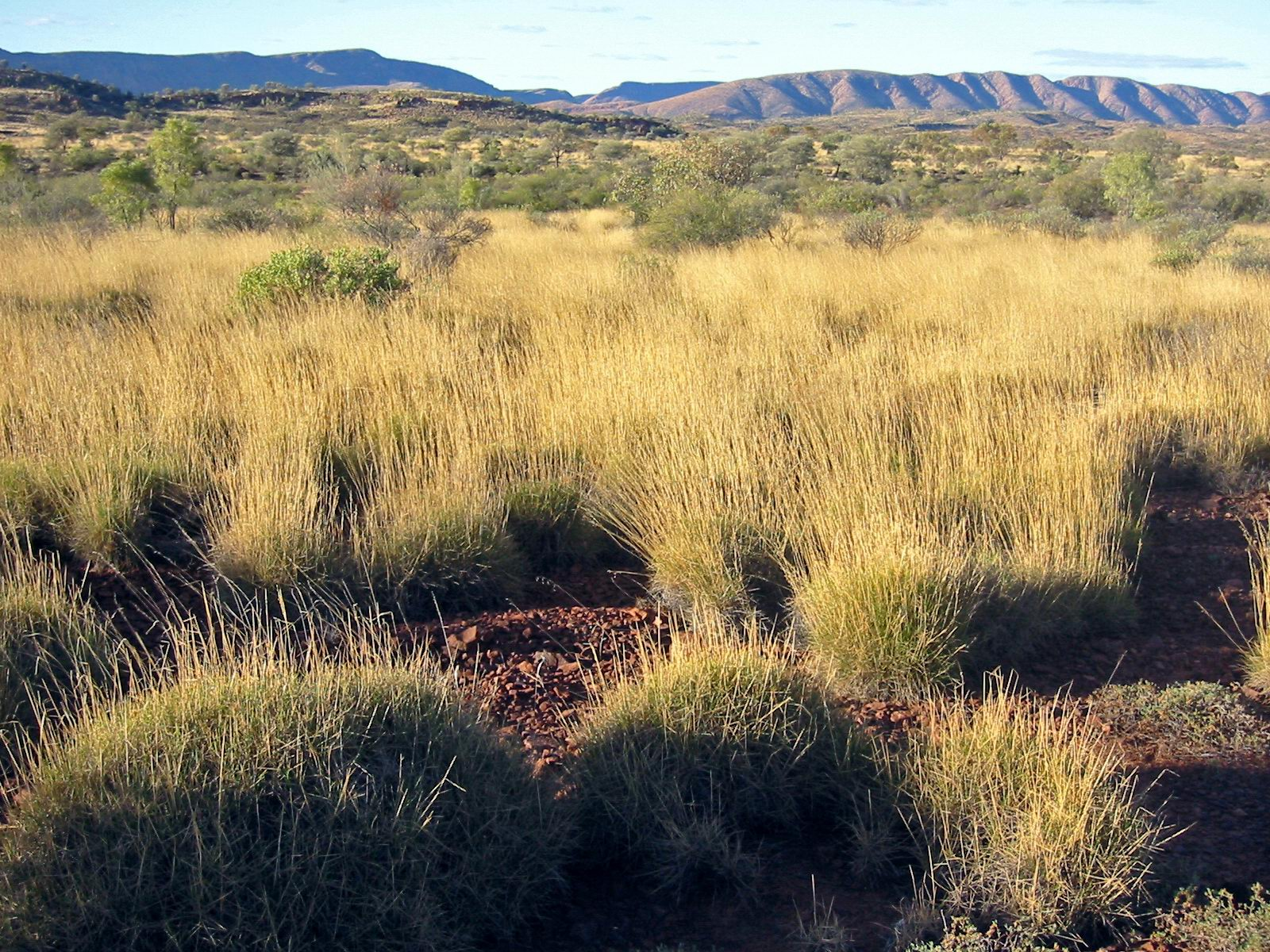
جنبات سبينفكس في وسط إستراليا، إحدى الموائل الطبيعية المثالية للبُدجَريقَة.

تعيشُ جمهراتٌ وحشيةٌ من البدجريقات في بضعة مناطق حول العالم، وجميعها تتحدّر من طيور مستأنسة أُطلق سراحها عمدًا أو هربت وشكّلت أسرابًا. من أبرز هذه المناطق مدينة سانت بطرسبرغ في ولاية فلوريدا الأمريكية، حيث وُجدت فيها جمهرةٌ وحشيةٌ منذ عقد الأربعينيات من القرن العشرين، استمر أفرادها بالتكاثر حتى عقد الثمانينيات من القرن نفسه، عندما أخذت أعدادها تتراجع شيءًا فشيئًا، ولعلّ ذلك يرجع إلى ازدياد حدّة المنافسة على الغذاء مع طيورٍ أخرى ارتفعت أعدادها بدورها، من شاكلة الزرازير الأوروبية وعصافير الدوري. بالإضافة إلى فلوريدا، تعيشُ جمهرةٌ وحشيةٌ صغيرة في مدينة الكويت وجوارها.

### الموائل الطبيعية
تسكن البدجريقات أشكالاّ عدّة من الموائل القاحلة وشبه القاحلة: ذات الأعشاب الشائكة والقاسية، وذات الكُثبان الرمليّة، والسهول ذات الأشجار المُبَعثرة ونبات القطف وما شابهه، وجنبات السنط أو الأقاقيا، والسفناء، والأحراج المكشوفة، والأراضي الزراعية. وهي تتجنب الغابات والمناطق المكسوّة بالأشجار الكثيفة. أكثر الأشجّار تفضيلاً وحبًا عند هذه الطيور هي أشجار الكينا مُختزنة المياه من شاكلة الأوكالبتوس الكمالدولي. يُمكن للبدجريقات أن تقطن ملاعب الغولف غير أن وجودها فيه مُرتبط بوجود مصدرٍ دائمٍ للمياه، كما يُمكن العثور عليها في مراعي الماشية ذات البرك الاصطناعية.

## الاستئناس والعلاقة مع الإنسان

### بداية التدجين في أوروبا

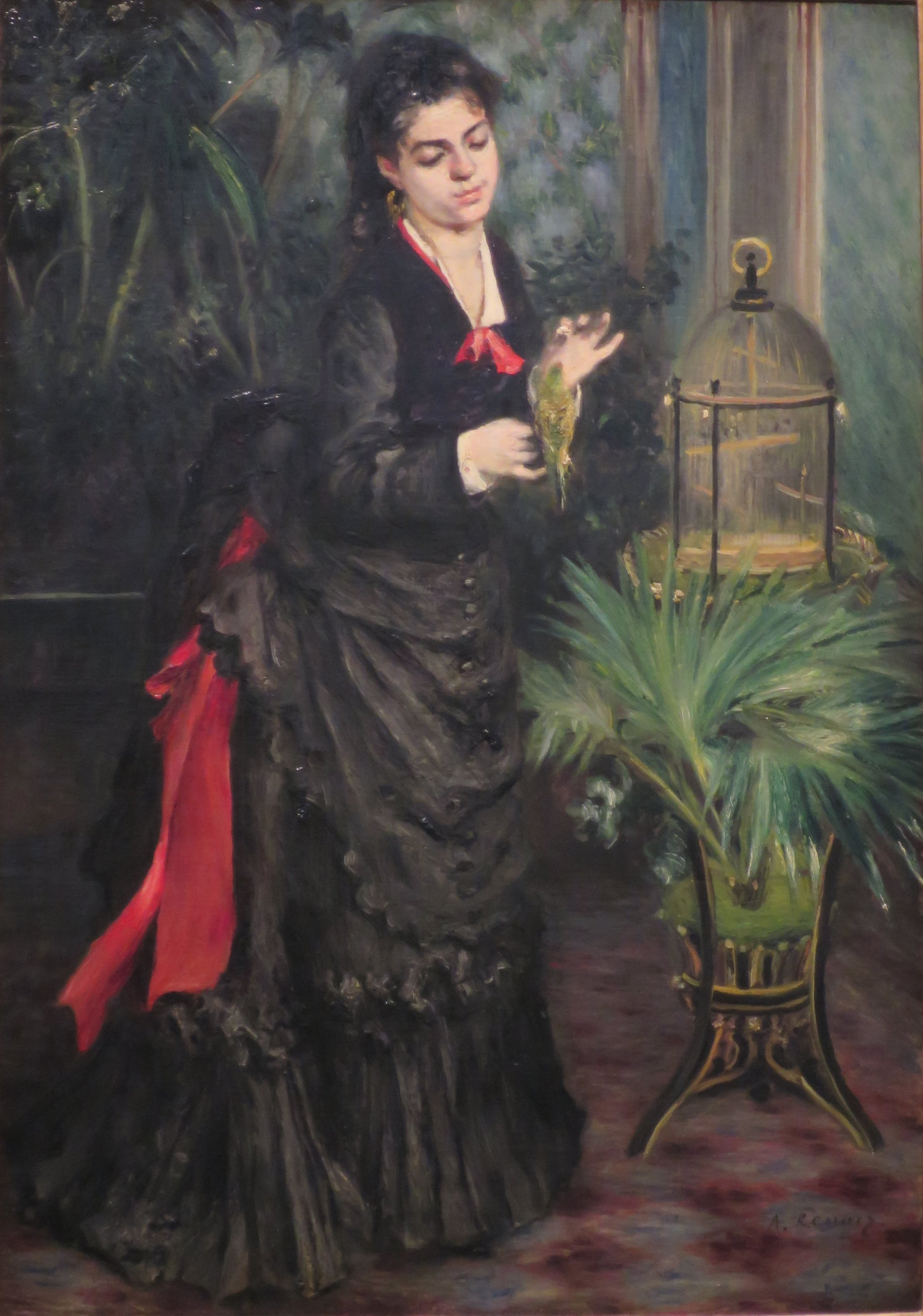
رسمٌ بريشة أوگست رينوار من عام 1870، تظهر فيه سيدة تحمل بُدجَريقَة على إصبعها، مما يُفيد أن هذه الطيور كانت قد أصبحت ضمن قائمة الطيور المُستأنسة حينها.

يُعتقد أن أوّل من أحضر بُدجَريقَة حيّة إلى أوروبا كان عالم الطيور الإنكليزي «جون گولد»، عندما أحضر طائرًا بريًا إلى إنكلترا في سنة 1840، ومُنذ ذلك الحين، استمرت كُلّ سفينةٍ آتيةٍ من أستراليا تحمل معها عددٌ من تلك الطيور إلى القارّة العجوز. عُرِضت البُدجَريقَة لأوّل مرّة في فرنسا سنة 1846، عندما استقدمت بضعة أفراد منها إلى حديقة حيوانات آنتورب، وكان لحديقة الحيوان هذه الفضل في تعريف الأوروبيين على هذه الطيور، إذ أُنشٍأ فيها مَطيرًا خاصًا في سنة 1850 عُرِضَ فيه سربٌ صغير، وتهافتت عليه الجماهير من كُل حدبٍ وصوب. أما في الولايات المتحدة فلم تُعرض البدجريقات على الملأ حتى عام 1909. أطلق السرب الصغير في آنتورب حالةً من التعطش بين إدارات حدائق الحيوان الأوروبية كي تعرض الطيور بدورها في دولها، فأخذت تتهافت على استقدام المزيد منها، فارتفعت وتيرة التجارة بها ارتفاعًا ملحوظًا بين عاميّ 1846 و1847، فكان من نتيجة ذلك أن انخفضت أسعارها بشكلٍ واضح. بالمقابل أخذ العامّة يتهافتون على شراء أزواجٍ من البُدجَريقَة للاحتفاظ بها في منازلهم، فنشطت تجارة طيور الأقفاص، وتشير إحدى الإحصائيات أن عدد الأزواج التي استقدمت منذ 10 فبراير حتى 27 يوليو سنة 1878 بلغ 14,069 زوجًا، ومن سبتمبر 1878 حتى يناير 1879، وصل إلى 79,655 زوجًا. استمرت التجارة بالبدجريقات الحيّة نشطةً وقائمة حتى سنة 1894، عندما فُرضت قيود عامّة على تصدير الطيور من إستراليا. أخذ المربين وهواة الطيور البريطانيون والفرنسيون والألمان يُكثرون البدجريقات في الأسر لغرض بيعها منذ أوائل عقد الثمانينيات من القرن التاسع عشر، وأشار الكاتب وهاوي الطيور الألماني كارل روس أن عدد الفراخ التي فقست في ألمانيا سنة 1880 بلغ 50,000 فرخ. استمرّت البدجريقات إحدى أنواع الطيور الأكثر شعبيةً عند الجمهور الأوروبي، ولم تتراجع شعبيتها يومًا إلا بسبب الأحداث الطارئة التي من شأنها أن تؤثر على سوق الطيور المستأنسة، فعلى سبيل المٍثال أقدم المُربون الفرنسيون على قتل 120,000 بُدجَريقَة عند اندلاع الحرب العالمية الثانية بسبب انهيار الأسواق والتجارات، وفُقدان الناس اهتمامهم بالكماليّات.

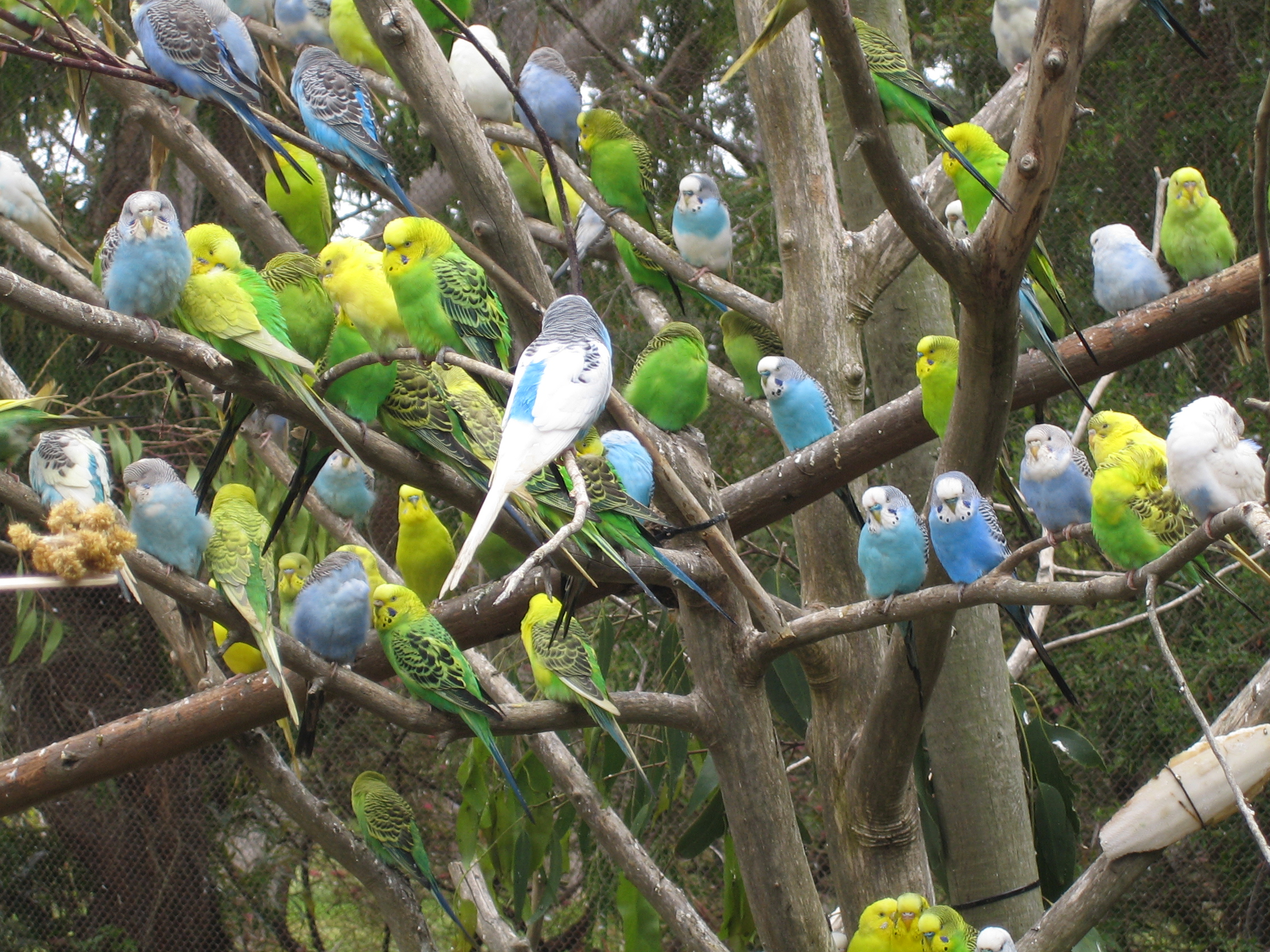
سربٌ من البدجريقات المستأنسة ذات الألوان المتنوعة.

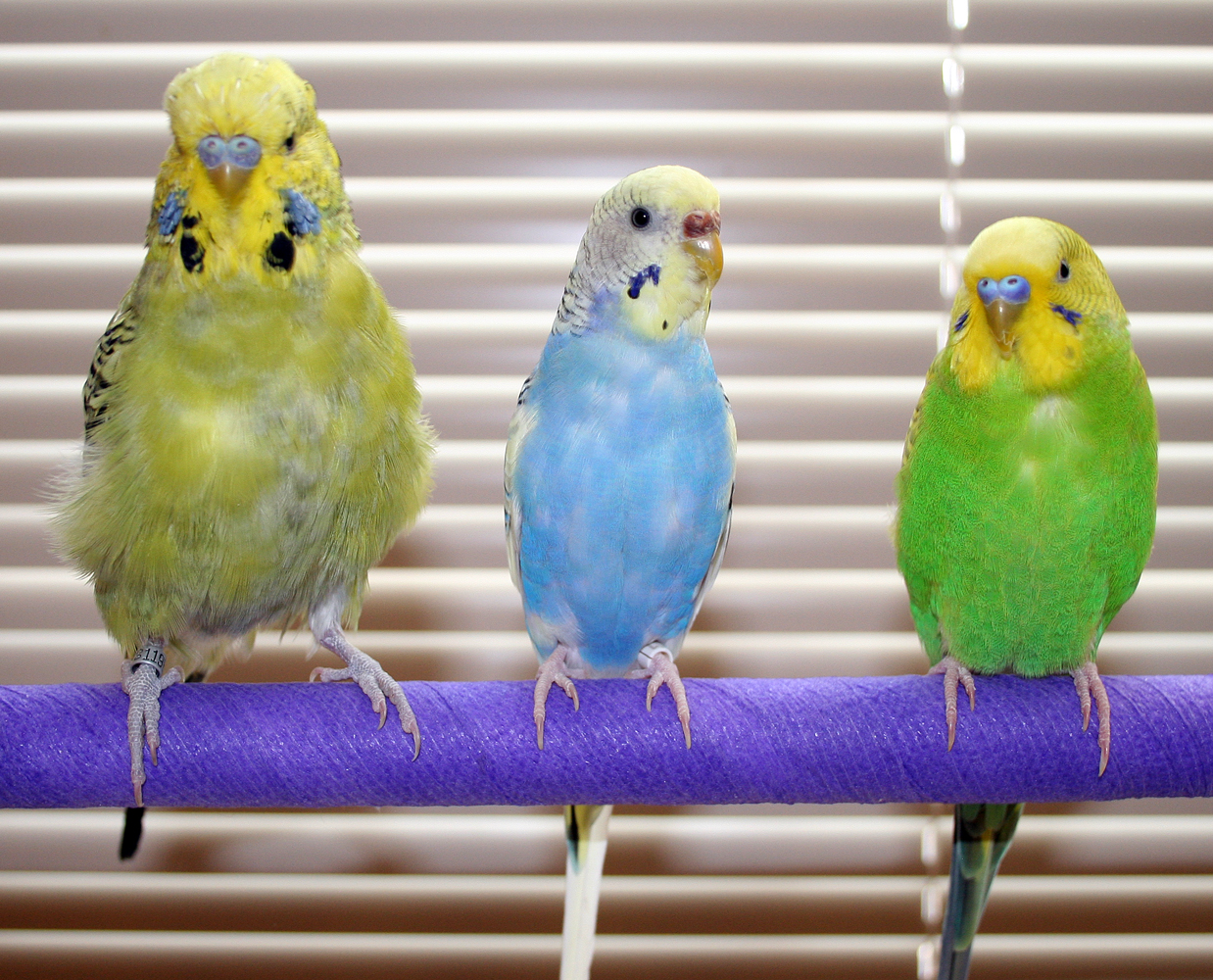
بُدجَريقَة إنكليزية على اليسار، لاحظ الفرق بين حجمها وحجم البُدجَريقَتين العاديتين على اليمين.

أدّى التهجين والتزويج الانتقائي الكثيف إلى ظهور عدّة أنماط وأطياف لونيّة عِند الجمهرات الأسيرة من هذه الطيور، ففي سنة 1878 تمكن مُربٍ بلجيكي من إخراج بدجريقات ذات لونٍ أزرق سماوي من صُلب زوجين خضراوين، وبحلول عام 1910 كانت الأفراد الزرقاء قد أصبحت شائعة في معارض الطيور الأوروبية. وبعد الحرب العالمية الأولى عمل المُربين على إنتاج الطيور الخضراء الداكنة من صُلب أفرادٍ بريّة يغلب عليها اللون الزيتوني، وبعد ذلك توالت التهجينات فظهرت طيورٌ فضيّة البياض، وأخرى بنفسجيّة، وثالثةٌ بيضاء. أما أوّل بدجريقات رماديّة ومُبرقشة، فظهرت ما بين عاميّ 1927 و1928، وبالنسبة لتلك الصفراء فهي تتحدر من زوجٍ تمكن أحد المُربين البريطانيين من إخراجه من صُلب طيورٍ بريّة في سنة 1886. كانت أسعار البدجريقات الملوّنة منخفضةً في بادئ الأمر، على اعتبار أنها طيورٌ هجينة غير مؤصلة، لكن الطلب الشديد عليها في اليابان جعل أسعارها في أوروبا ترتفع ارتفاعًا فاحشًا قبل الحرب العالمية الثانية، فوصل سعر الزوج إلى ما بين 175 و200 جنيه استرليني، وهذا سعرٌ لم يصله أي حيوانٍ أليف بالكاد قبلاً.
بالإضافة إلى التهجين الانتقائي الذي أولد بدجريقات مختلفة الألوان، قام بعض المُربين بتزويج أفرادٍ برّيةٍ يفوق حجمها حجم أقرانها، حتى نجم عن ذلك طيورٌ مُستأنسة ضخمة تفوق أسلافها البريّة حجمًا بوضوحٍ شديد، ومنها على سبيل المِثال البُدجَريقَة الإنكليزية، أو بُدجَريقَة العروض، التي تكبر أسلافها البريّة بحوالي الضعف، وتتميز بريش رأسها الأكثر انتفاخًا، الذي يكاد يبتلع منقارها وعينيها، ومظهرها الجريء. وهذه البدجريقات أغلى ثمنًا في العادة من تلك العاديّة، وأمد حياتها أقصر يمتد بين سبعة وتسعة سنوات. استولِدت هذه السلالة بغرض عرضها في المهرجانات والاستعراضات الخاصة بمُربي الحيوانات المُستأنسة، وهي ليست شائعةً في متاجر الحيوانات الأليفة كما الطيور الطبيعية.

#### كطيورٍ منزلية

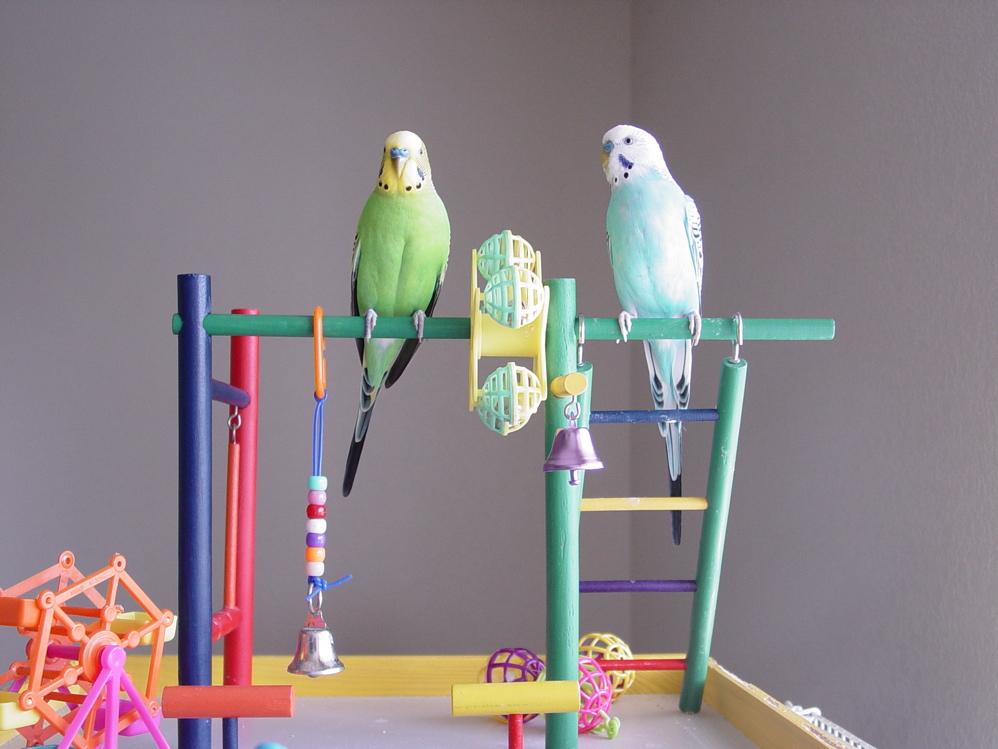
درّتين مستأنستين على مجثمٍ مصنوعٌ خصيصًا لتحفيزها على اللعب.

بدجريقات طيورٌ اجتماعية، وتحتاج إلى ما يُحفزها عندما تكون أسيرة، وغالبًا ما ينصح الخبراء بإدراج ألعابٍ مُعينة في قفصها، واستمرار التفاعل معها. يُمكن تلقين البُدجَريقَة المستأنسة التصفير وتقليد نُطق الإنسان، وأن تأتي ببعض الحركات والألعاب البسيطة، كما هو الحال مع باقي أنواع الببغاوات. يندر للإناث المُستأنسة أن تتمكن من تقليد أكثر من عشرة أصوات أو ما يقرب، أما الذكور فقادرةٌ على تعلّم كلمات كثيرة تتراوح من بضعة عشرات إلى المئات، وفي العادة، فإن الذكور المستأنسة عديمة الشريك هي من يُتقن النُطق إتقانًا عظيمًا. من أبرز الأمثلة على ذلك، ذكرُ بُدجَريقَة كان يمتلكه أمريكيٌّ يُدعى كميل جوردن، دخل إلى موسوعة گينيس للأرقام القياسية بصفته الطائر صاحب أكبر مُعجم، إذ بلغ تعداد المُفردات التي حفظها قبل نفوقه، 1,728 مُفردة ومُصطلح. وفي سنة 2001 استقطب ذكرٌ آخر يُدعى «فيكتور» انتباه وسائل الإعلام بعد أن حفظ وفهم عدّة كلمات، وقال مالكه أنه يتوقع أن يُشارك طائره في مُحادثات مُفيدة مستقبلاً، غير أن الطائر نفق قبل حصول أي تقدمٍ جديد في مستوى خطابه البشري، وأفاد الخبراء والنقّاد أن صوته المُسجّل لا يبدو مُتماسكًا بما فيه الكفاية حتى يُمكن القول أنه يتحدث جملاً كاملةً.
تُقدم هذه الببغاوات، وبالأخص الإناث منها، على مضغ أي مادةٍ تقدر عليها، وبالأخص الخشب، من شاكلة خشب صندوق التفريخ المُلحق بالقفص، وذلك حتى تُبقي مناقيرها مُقلّمة، لذا يُنصح بوضع أدوات تتلائم وهذه الغريزة، مثل كُتل الأملاح وسان البحر وقطع الأخشاب الطريئة. يتراوح أمد حياة بدجريقات في الأسر بين خمسة وثمانية سنوات، وأفاد البعض أن هناك طيورًا عاشت حتى بلغت ما بين 15 و20 سنة من العمر. يعتمد أمد حياة الطيور الأسيرة على سلالتها، ونسبها، وصحتها العامّة، التي تتأثر سلبًا وإيجابًا بمقدار نشاط الطائر وحميته الغذائية. من المعلوم أن البدجريقات تتسبب بحساسية مُفرطة والتهاب رئويّ للأشخاص الحساسين، وهذا مرضٌ يُعرف باسم «مرض رئة مُربي الطيور».

### جمعيات المُربين

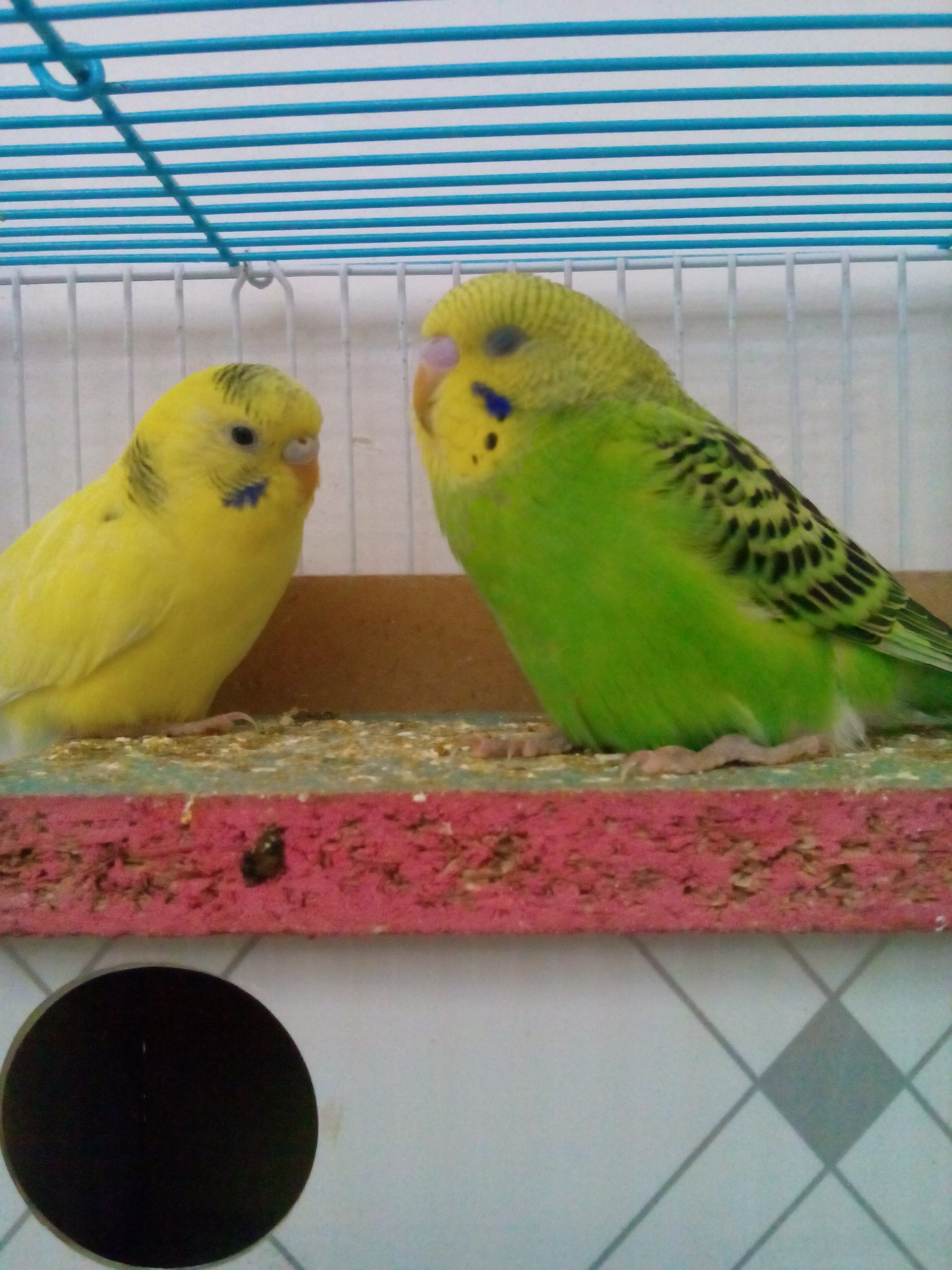
زوج من البُدجَريقَة في قفص

تأسست أوّل جمعيةٍ لمُربي البُدجَريقَة في بريطانيا سنة 1925، تحت اسم «نادي البُدجَريقَة» (بالإنكليزية: The Budgerigar Club)، وقد اكتسبت شعبيةً واسعة حول العالم، حتى إنه بحلول سنة 1957 كان قد انضم إليها آلاف الأعضاء من دولٍ مُختلفة. وفي ألمانيا تأسست أولى الجمعيات سنة 1926 تحت اسم «الجمعيّة الألمانية لمُربي البُدجَريقَة» (بالألمانية: Deutsche Wellensittichzüchter Verband؛ اختصارًا: D.W.V.)، بصفتها فرعٌ من جمعية الحفاظ على الحياة البرية وتربية الطيور والثقافة الطيريّة (بالألمانية: Vereinigung für Artenschutz, Vogelhaltung und Vogelzucht). وفي عام 1959 تأسست الجمعية القياسيّة لمُربي البُدجَريقَة (بالألمانية: Standard-Wellensittich-Züchter-Vereinigung) بصفتها مُنظمة مُختصة بتربية وإكثار وعرض البُدجَريقَات دون غيرها من الطيور، وقد ساهمت هذه الجمعية في إنشاء أخرى عالميّة هي جمعيّة البُدجَريقَة العالميّة (بالإنكليزية: World Budgerigar Organisation). أظهرت إحصائيات بعض هذه الجمعيّات أنّ عدد الفراخ المُستأنسة التي فقست حول العالم ما بين عاميّ 2002 و2008 بلغ حوالي 20,000 من نِتاج بضعة آلافٍ من الأزواج.

### الاستيرادات الحديثة
شَرَعَ المُرَبون الألمان مُنذ سنة 2005 يستوردون طيورًا بريةً جديدةً من إستراليا بهدف إنتاج سُلالةٍ جديدةٍ مُميزةٍ من هذه الطيور، ويُحتفظ بهذه الطيور المُستوردة في حديقة حيوانات كولونيا.

## كتب
- عصام الدين حسين شريف (1423 هـ/2003م). الببغاء الأسترالي، سلسلة بريمواي الثقافية. شركة بريمواي المحدودة، فهرسة مكتبة الملك فهد الوطنية، الرياض، السعودية. ISBN 9960-43-553-9.

- Pranty, B. 2001. The Budgerigar in Florida: Rise and fall of an exotic psittacid. North American Birds 55: 389-397.
- Forshaw, Joseph M. & Cooper, William T. (1978): Parrots of the World (2nd ed). Landsdowne Editions, Melbourne Australia ISBN 0-7018-0690-7
- Collar, N. J. (1997). Budgerigar (Melopsittacus undulatus). Pg. 384 in: del Hoyo, J., Elliott, A. & Sargatal, J. eds. (1997).
 Handbook of the Birds of the World. Vol. 4. Sandgrouse to Cuckoos. Lynx Edicions, Barcelona. ISBN 84-87334-22-9
- Tom Aumann (2001): An intraspecific and interspecific comparison of raptor diets in the south-west of the Northern Territory, Australia. In: Wildlife-Research. 2001; 28(4): 379–393
- Carl Bolle  [لغات أخرى]‏ (1859): Beginnende Domestication des Undulatus-Papageien (Melopsittacus undulatus Gould). In: Journal für Ornithologie. Jg. 7, Nr. 4 / Juli 1859, S. 299–308. (Enthalten ist die Haltungsbeschreibung von Jules Delon und die Beschreibung der deutschen Erstzucht)
- Curt af Enehjelm: Das Buch vom Wellensittich. Pfungstadt 1957 Bearbeitet von Joachim Steinbacher
- Werner Lantermann: Papageienkunde. Biologie, Ökologie, Artenschutz, Verhalten, Haltung, Artenauswahl der Sittiche und Papageien. Georg Thieme Verlag, 1999
- Joseph M. Forshaw  [لغات أخرى]‏: Australische Papageien - Band 2. Bretten 1. deutschsprachige Auflage (2003)
- Hans Steiner: Vererbungsstudien am Wellensittich. Archiv der Julius-Klaus' Stiftung f. Vererbungsforschung 1932, Bd. VII, Heft 2, S. 149.
- Gunvor Pohl-Apel/ Roland Sossinka: Gonadenentwicklung beim Wellensittich, Melopsittacus undulatus unter verschiedenen Lichtbedingungen. In: Journal of Ornithology Volume 116/2 April 1975, S. 207–212 [وصلة مكسورة]
- Gunvor Pohl-Apel: Sexuelle Ontogenese bei männlichen Wellensittichen Melopsittacus undulatus. In: Journal für Ornithologie. Volume 121/3, Juli 1980, S.
- Ödeen, A./ Håstad, O. (2003): Complex Distribution of Avian Color Vision Systems Revealed by Sequencing the SWS1 Opsin from Total DNA. In: Mol. Biol. Evol. S. 855–861.
- Pearn, S. M./ Bennett, A. T. D./ Cuthill, I. C. (2001): Ultraviolet vision, fluorescence and mate choice in a parrot budgerigar Melopsittacus undulatus. In: Proc. R. Soc. Lond. B, S. 2273–2279
- O. Völker: Über fluoreszierende, gelbe Federpigmente bei Papageien, eine neue Klasse von Federfarbstoffen. In: Journal für Ornithologie. 85, S. 136–146 (1937)

## وصلات خارجية
- صندوق الببغاوات العالمي موسوعة الببغاوات؛— معلوماتٌ عن جميع الأنواع.
- سفيرٌ حقيقيّ: ببغاء البُدجَريقَة مقال مُوثقٌ بمراجع يتحدث عن البُدجَريقَة.
- الطفرات اللونية المألوفة عند البُدجَريقَة؛ قائمةٌ مُصوّرة بالطفرات اللونية الشائعة عند البُدجَريقَة المستأنسة.
- ألوان البُدجَريقَة وطفراتها؛ الطفرّا اللونيّة عند البُدجَريقَة بالصور.
- فيديوهات عن البُدجَريقَة البريّة على موقع مجموعات الطيور على شبكة الإنترنت.
- تغريد البُدجَريقَة.